# 五十嵐秀彦
五十嵐 秀彦（いがらし ひでひこ、1956年3月12日 - ）は、俳人。北海道帯広市生まれ。札幌市在住。現代俳句協会、俳人協会会員。漫画家の田島ハルは次女。
札幌北高等学校、明治学院大学法学部法律学科卒。1994年より句作を開始。俳誌「藍生」にて黒田杏子、「雪華」にて深谷雄大に師事。

## 来歴
- 2001年 超結社のメール句会「迅雷句会」起ち上げ。
- 2003年 「寺山修司俳句論」で現代俳句評論賞受賞、藍生新人賞受賞。
- 2004年 雪華俳句賞受賞。
- 2008年 第2回遊行賞受賞。
- 2011年 北海道新聞「道内文学時評（俳句）」執筆担当（～現在）。
- 2012年 北海道に俳句集団「itak（アイヌ語で「言葉」の意）」を発足。
- 2013年 第１句集『無量』刊行、北海道新聞俳句賞佳作。藍生賞、北海道文化奨励賞受賞。
- 2017年 北海道新聞「新・北のうた暦」分担執筆（～現在）。
- 2018年 朝日新聞「道内俳壇」選者。中北海道現代俳句協会会長。現代俳句協会理事[4]。現代俳句評論賞選考委員（-2022)[5]。北海道文学館理事[6]。
- 2019年 月刊誌「俳句」(角川文化振興財団)6月号より「令和俳壇」選者。
- 2022年　同人誌「アジール　ASYL」創刊。
- 2023年 第２句集『暗渠の雪』刊行[7]。現代俳句協会評議員。
- 2024年　第44回鮫島賞受賞（北海道俳句協会）。

## 著書
- 第１句集 『無量』（2013年、書肆アルス）
- 花森こま編 『君住む街角』（共著、2013年、文學の森）
- 第２句集 『暗渠の雪』（2023年、書肆アルス）